# Erja Lyytinenová
Erja Lyytinenová (* 7. července 1976 Kuopio) je finská zpěvačka a kytaristka. Věnuje se blues, které kombinuje s prvky rocku, jazzu a funku. Je známá používáním techniky slide guitar.
Je první ženou, která vystudovala na Sibeliově akademii v Helsinkách hru na elektrickou kytaru. Navštěvovala také Musicians Institute v Los Angeles. Začínala se skupinami Brothers & Sisters a Dave’s Special. Vystupovala jako předskokanka Roberta Planta a Toma Jonese. Spolupracovala s Carlosem Santanou, Jennifer Battenovou, Aynsley Listerovou, Marco Hietalou a Joe Bonamassou.
V roce 2017 získala European Blues Awards. Obsadila čtrnácté místo v anketě časopisu Guitar World o nejlepšího žijícího bluesového kytaristu.
V roce 2019 vydala knižní autobiografii Blueskuningatar (Bluesová královna).

## Diskografie
- 2002: Attention!
- 2003: Wildflower
- 2005: It’s a Blessing
- 2005: Pilgrimage – Mississippi to Memphis
- 2006: Dreamland Blues
- 2008: Grip of the Blues
- 2010: Voracious Love
- 2012: Songs from the Road
- 2013: Forbidden Fruit
- 2014: The Sky Is Crying
- 2015: Live In London
- 2017: Stolen Hearts
- 2019: Another World
- 2020: Lockdown Live